# David Abrahamowicz

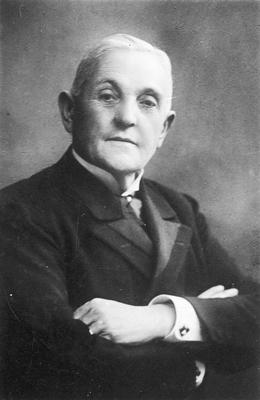
David Abrahamowicz

David Ritter von Abrahamowicz, polnisch auch Dawid Abrahamowicz (geboren am 30. Juni 1839 in Targowica, Bezirk Horodenka, Galizien; gestorben am 24. Dezember 1926 in Lemberg) war ein polnischer Politiker in Österreich-Ungarn und der Zweiten Polnischen Republik. Er war 1881–1909 und 1911–1918 Abgeordneter des Kronlandes Galizien zum österreichischen Reichsrat, von 1893 bis 1897 Vizepräsident und Ende 1897 kurzzeitig Präsident des Abgeordnetenhauses. Von 1907 bis 1909 war er Minister ohne Geschäftsbereich in der Regierung Cisleithaniens. Nach der Wiedererlangung der Unabhängigkeit Polens gehörte er von 1919 bis 1922 dem verfassunggebenden Sejm an.

## Leben
David Abrahamowicz entstammte einer prominenten Familie galizischer Armenier, in Österreich-Ungarn auch „Armeno-Polen“ genannt, weil sie die polnische Sprache übernommen hatten, aber aufgrund ihrer Herkunft der Armenisch-Katholischen Kirche in Galizien angehörten. Sein Bruder war der Komödienschreiber Adolf Abrahamowicz, einer seiner Schwager war Philipp von Zaleski. Der Sohn eines ritterständischen Gutsbesitzers verließ das Gymnasium in Stanisławów ohne Abschluss. Mit dem Tod seines Vaters erbte er 1863 die Güter Targowica Polna, Podwysoka (Bezirk Śniatyn), Demnia (Bezirk Przemyślany) und Tyszkowce (Bezirk Horodenka), 1875 erwarb er zusätzlich die Herrschaft Siemianówka (Bezirk Lemberg). 
Bereits als junger Mann war Abrahamowicz im wirtschaftlichen und politischen Leben Galiziens aktiv. Er gehörte von 1867 bis 1872 der Bezirksvertretung von Horodenka an. Von 1875 bis 1879 war er Redakteur der in Lemberg erscheinenden Zeitschrift Rolnik („Landwirt“). Von 1873 bis 1902 gehörte Abrahamowicz zum Leitungsausschuss der galizischen Landwirtschaftsgesellschaft, von 1874 bis 1880 war er deren Vizepräsident. Abrahamowicz war 1875 von 1914 Abgeordneter zum Galizischen Landtag. Von 1878 bis 1914 gehörte er zudem der Bezirksvertretung Lemberg an und war von 1883 bis 1908 deren Obmann.
Nach dem Tod des bisherigen Abgeordneten, seines Schwagers Kornel Krzeczunowicz, wählte der Landtag Abrahamowicz 1881 als Abgeordneten der galizischen Landgemeinden um Lemberg, Gródek/Horodok, Jaworów/Jaworiw u. a. zum österreichischen Reichsrat, wo er im Polenklub zu den Konservativen zählte. Von 1893 bis 1897 war er Zweiter Vizepräsident des Abgeordnetenhauses. Ab der Reichsratswahl 1897 vertrat er die Kurie des galizischen Großgrundbesitzes. Nach dieser Wahl war er Erster Vizepräsident und nach dem Rücktritt Theodor Kathreins von November bis Dezember 1897 Präsident des Abgeordnetenhauses. Ab 1904 war Abrahamowicz Klubobmann-Stellvertreter und von 1906 bis 1907 Obmann des Polenklubs im österreichischen Parlament. 
Nach dem Wechsel vom Klassen- zum allgemeinen Wahlrecht 1907 wurde er zum Abgeordneten des 34. galizischen Wahlbezirks  gewählt, der u. a. die Städte Bóbrka/Bibrka, Bursztyn/Burschtyn und Żydaczów/Schydatschiw umfasste. Seine politische Karriere erreichte ihren Höhepunkt, als er im November 1907 zum Minister für galizische Angelegenheiten (aber ohne eigenes Ministerium) in der Regierung von Max Wladimir von Beck ernannt wurde. Diesen Posten hatte er auch im nachfolgenden Ministerium Bienerth bis zum 3. März 1909 inne. Bei der Reichsratswahl 1911 wurde er erneut Abgeordneter, diesmal für den Wahlbezirk Galizien 64, der Landgemeinden in der Umgebung von Lemberg umfasste. 1912 wurde er auf Lebenszeit in das Herrenhaus berufen, seine Mitgliedschaft dort ließ er jedoch ruhen, um stattdessen weiter sein Mandat im Abgeordnetenhaus auszuüben.
Als Polen nach dem Ersten Weltkrieg seine Unabhängigkeit wiedererlangte, wurde Abrahamowicz 1919 in die verfassunggebende Nationalversammlung (Sejm Ustawodawczy) gewählt, die bis 1922 tagte. Dort saß er im „Klub der konstitutionellen Arbeit“ (Klub Pracy Konstytucyjnej), der 17 konservative und demokratische Abgeordnete aus Galizien umfasste.